# 吉原正平
吉原 正平（よしはら しょうへい、1989年9月14日 - ）は、福岡県遠賀郡水巻町出身の元プロ野球選手（投手）。右投右打。

## 経歴

### プロ入り前
甲子園で行われる全国高校野球選手権大会に10歳年上の兄が出場したことが刺激になり、小学2年生から伊左座ヤンキースで野球を始めた。野球を始めた時のポジションは遊撃手。水巻南中学校時代は、水巻中央シニアに所属してプレー。
東筑紫学園高校に進学。高校時代は主に投手兼外野手としてプレー。打撃は長打力もあり中軸も任された。2年時は抑えで活躍したが、その冬に行った走り込みの成果で翌年4月の北九州市長杯では直球が146km/hを記録し、チームの2枚看板投手として活躍。3年夏の全国高校野球選手権大会福岡県大会はベスト8。打順は主に3番で長打が打てる打撃センスも光った。本格派右腕として県内でも注目されたが、プロ志望届は提出せず大学進学を選択する。
東京農業大学食料環境経済学科に進学。東都大学野球リーグ2部で1年春から活躍。東都2部リーグでの通算成績は、72試合登板、15勝23敗、271奪三振、防御率2.89だった。
大学卒業後は、日本生命に入社。同社野球部では1年目の都市対抗野球大会では、3試合に登板し2試合連続完封、2勝0敗、防御率0.46、という成績でチームのベスト8に貢献する活躍を見せ、大会優秀選手賞を受賞し、若獅子賞獲得。日生野球部からの若獅子賞受賞者は、福留孝介以来2人目。同年の日本選手権では2試合に登板し、1勝0敗、防御率0.79という成績で、チームはベスト8まで勝ち進んだ。
2013年、ドラフト会議にて千葉ロッテマリーンズから4位指名を受け、11月25日に大阪の日本生命にて仮契約を結び、「中継ぎとして勝利の方程式に入るのを目標に頑張りたいと思います」と抱負を語った。契約金6000万円、年俸1200万円（金額は推定）、背番号は「40」。
なおドラフト前の2013年4月に結婚、長男も誕生し、妻子持ちでプロ入りしている。プロ入り時の入団会見では、長男が物心がつき野球が分かるようになるまで、自分が野球をやっている姿を息子に見せたいという目標も語った。

### ロッテ時代
2014年には、オープン戦に主に中継ぎ要員として5試合に登板し、投球回数6イニングで、打者24人に対して被安打4、被本塁打0、与四死球2、奪三振5、防御率0.00を記録した。この結果、同期入団の石川歩・吉田裕太・井上晴哉と共に公式戦の開幕を一軍で迎えた。3月29日に、福岡ソフトバンクホークスとの開幕カード第2戦（福岡ヤフオクドーム）7回裏から救援投手として吉田との新人バッテリーで一軍にデビュー。4月5日の対北海道日本ハムファイターズ戦（QVCマリンフィールド）でも、救援登板で吉田とバッテリーを組むと、この年のパシフィック・リーグの新人投手で最初に一軍公式戦初勝利を挙げた。ロッテが新人バッテリーによって一軍公式戦に勝利した事例は、1997年4月19日の対福岡ダイエーホークス戦（竹清剛治 - 清水将海）以来17年ぶり。シーズン全体で一軍公式戦6試合に登板すると、防御率9.64ながら1勝1敗を記録した。
右肘を故障した2015年以降は一軍公式戦への登板機会がなく、2016年10月1日に球団から戦力外通告を受けた。12月2日、自由契約公示された。

### ロッテ退団後
NPB他球団での現役続行を希望し、2016年11月12日には阪神甲子園球場で開催の12球団合同トライアウトに参加。参加42投手で最初に登板すると、シートバッティング形式で打者3人と対戦したが2本の安打を許した。その後、11月19日に自身のTwitterで現役を引退することを発表した。

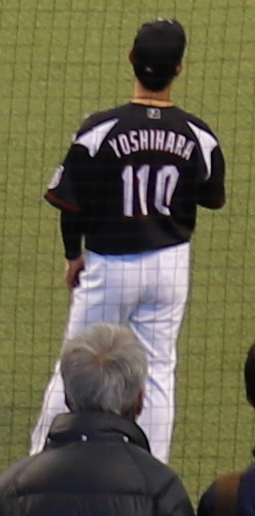
2019年4月2日

2017年からは打撃投手兼二軍用具補佐を務めている。背番号は110。

## 選手としての特徴
小柄ながら鋭い腕の振りから投げられる最速151キロの伸びのあるストレートと、スライダー、カーブ、フォーク、チェンジアップと多彩な変化球を持つ本格派右腕。ロッテへの入団当初は、一軍監督の伊東勤から「実戦向きで即戦力」と評価するなど、先発・中継ぎ要員としての活躍が期待されていた。

## 人物
高校時代にJR九州の練習に参加したことから大学はJR九州とコネクションのある東農大へ進学、さらに就職先もJR九州を希望していたが、最終的には「必要とされているから」と日本生命への入社を決断した。
初勝利を挙げた4月5日の記念ボールは、西野勇士の初セーブの記念ボールでもあるため、吉原本人は「半分に割るしかない」と語っていたが、西野からは「勝ったのは吉原さんですから」と贈られたという。

## 詳細情報

### 年度別投手成績
| 年 度     | 球 団     | 登 板 | 先 発 | 完 投 | 完 封 | 無 四 球 | 勝 利 | 敗 戦 | セ 丨 ブ | ホ 丨 ル ド | 勝 率 | 打 者 | 投 球 回 | 被 安 打 | 被 本 塁 打 | 与 四 球 | 敬 遠 | 与 死 球 | 奪 三 振 | 暴 投 | ボ 丨 ク | 失 点 | 自 責 点 | 防 御 率 | W H I P |
| --------- | --------- | ----- | ----- | ----- | ----- | -------- | ----- | ----- | -------- | ----------- | ----- | ----- | -------- | -------- | ----------- | -------- | ----- | -------- | -------- | ----- | -------- | ----- | -------- | -------- | ------- |
| 2014      | ロッテ    | 6     | 0     | 0     | 0     | 0        | 1     | 1     | 0        | 0           | .500  | 46    | 9.1      | 15       | 3           | 5        | 0     | 0        | 3        | 1     | 0        | 10    | 10       | 9.64     | 2.14    |
| 通算：1年 | 通算：1年 | 6     | 0     | 0     | 0     | 0        | 1     | 1     | 0        | 0           | .500  | 46    | 9.1      | 15       | 3           | 5        | 0     | 0        | 3        | 1     | 0        | 10    | 10       | 9.64     | 2.14    |

### 記録
投手記録
- 初登板：2014年3月29日、対福岡ソフトバンクホークス2回戦福岡ヤフオク！ドーム）、7回裏から3番手で救援登板・完了、2回無失点
- 初勝利 : 2014年4月5日、対北海道日本ハムファイターズ2回戦(QVCマリンフィールド)、7回表から2番手で救援登板、1回無失点
- 初奪三振 : 2014年4月10日、対オリックス・バファローズ3回戦(京セラドーム大阪)、7回裏にユニエスキー・ベタンコートから見逃し三振

### 背番号
- 40 （2014年 - 2016年）
- 110 （2017年 - ）